# João Domingos Pinto
João Domingos da Silva Pinto más conocido como João Pinto (n. Oliveira do Douro, Portugal, 21 de noviembre de 1961) es un exfutbolista portugués, que jugaba como defensa. Es plenamente identificado con el FC Porto de su país, que fue el único club de su carrera y con el cual ganó varios títulos locales e internacionales.

## Selección nacional
Ha sido internacional con la selección de Portugal en 70 partidos internacionales, anotando solamente un gol.

### Participaciones en Copas del Mundo
| Mundial              | Sede   | Resultado    |
| -------------------- | ------ | ------------ |
| Copa Mundial de 1986 | México | Primera Fase |

## Clubes
| Club     | País     | Año         |
| -------- | -------- | ----------- |
| FC Porto | Portugal | 1981 - 1997 |

## Palmarés

### Como jugador

#### Reconocimientos personales
| Título         | Club          | País   | Año  |
| -------------- | ------------- | ------ | ---- |
| One Club Award | Athletic Club | España | 2023 |

#### Títulos nacionales
| Título                | Club         | País     | Año  |
| --------------------- | ------------ | -------- | ---- |
| Supercopa de Portugal | F. C. Oporto | Portugal | 1981 |
| Supercopa de Portugal | F. C. Oporto | Portugal | 1983 |
| Copa de Portugal      | F. C. Oporto | Portugal | 1984 |
| Supercopa de Portugal | F. C. Oporto | Portugal | 1984 |
| Primeira Liga         | F. C. Oporto | Portugal | 1985 |
| Primeira Liga         | F. C. Oporto | Portugal | 1986 |
| Supercopa de Portugal | F. C. Oporto | Portugal | 1986 |
| Primeira Liga         | F. C. Oporto | Portugal | 1988 |
| Copa de Portugal      | F. C. Oporto | Portugal | 1988 |
| Primeira Liga         | F. C. Oporto | Portugal | 1990 |
| Supercopa de Portugal | F. C. Oporto | Portugal | 1990 |
| Copa de Portugal      | F. C. Oporto | Portugal | 1991 |
| Supercopa de Portugal | F. C. Oporto | Portugal | 1991 |
| Primeira Liga         | F. C. Oporto | Portugal | 1992 |
| Primeira Liga         | F. C. Oporto | Portugal | 1993 |
| Supercopa de Portugal | F. C. Oporto | Portugal | 1993 |
| Copa de Portugal      | F. C. Oporto | Portugal | 1994 |
| Supercopa de Portugal | F. C. Oporto | Portugal | 1994 |
| Primeira Liga         | F. C. Oporto | Portugal | 1995 |
| Primeira Liga         | F. C. Oporto | Portugal | 1996 |
| Primeira Liga         | F. C. Oporto | Portugal | 1997 |

#### Títulos internacionales
| Título                | Club         | Sede    | Año  |
| --------------------- | ------------ | ------- | ---- |
| Copa de Europa        | F. C. Oporto | Austria | 1987 |
| Supercopa de Europa   | F. C. Oporto | Oporto  | 1987 |
| Copa Intercontinental | F. C. Oporto | Japón   | 1987 |